# Jennifer Peña
Jennifer Marcella Peña Cantú (San Antonio; 17 de septiembre de 1983), más conocida artísticamente como Jennifer Peña es una cantante estadounidense de origen mexicano, del género Tex-Mex. Se convirtió en la única artista femenina nominada para un Grammy en la categoría Mejor álbum de música mexicana, por su álbum Libre.

## Biografía
Jennifer Peña nació el 17 de septiembre de 1983 en San Antonio, Texas. En 1985, se trasladó a la zona costera de Corpus Christi, fue allí donde se crio y creció. Desde muy pequeña participó en concursos de talento y belleza donde ganó; “Miss 4 Of July”. 
En el año 1995, poco después de que falleciera la cantante Selena Quintanilla, la mamá de Jennifer mandó una cinta de video donde interpretaba canciones de la “Reina del Tex-Mex” mostrando su talento y las condolencias a la familia Quintanilla. 
El Sr. Quintanilla quedó impresionado con la voz y talento de Jennifer quién fue invitada a participar en el homenaje en honor a Selena el 29 de mayo de 1995 ante más de 32,000 personas en el Astrodome de Houston, Texas. Interpretando los temas: “Bidi Bidi Bom Bom” y “Cómo La Flor”. En ese momento los medios de comunicación se volcaron con el nuevo descubrimiento del Sr. Abraham Quintanilla y lo que desencadenaría su debut en la escena musical y a su vez un contrato con: Q Productions y EMI Capitol.
El 30 de abril de 1996, se lanzó su primer disco: “Dulzura” vendiendo más de 100,000 copias en Estados Unidos y la certificó a su corta edad cómo la primera cantante tejana en recibir disco de platino. Un logro sin precedentes para el lanzamiento de una cantante tejana y del cual se desprendieron los sencillos; “Ven A Mi” y “Pura Dulzura”.
En el año 1997, es invitada a participar en el soundtrack de la película Selena, con las canciones: “Vivirás Selena”, “Somewhere Over The Rainbow” y “We Belong Together” y en el verano de ese mismo año el 12 de agosto se lanza su disco homónimo: “Jennifer y los Jetz”; el cual contiene la versión en español de: “Superfreak” la cual se tituló; “Corazoncito Ven A Mi”. supero el disco de oro y por lo tanto, sofocó cualquier idea de que Jennifer fuera una maravilla de un solo éxito. Es así como la carrera de Jennifer y los Jetz se consolida al recibir más votaciones durante la edicion 17th en los Tejano Music Awards y obtiene el galardón cómo: “Female Entertainer Of The Year”. Además con tan solo 14 años de edad firmó un contrato de patrocinio con Hygeia Dairy Corporation.
Para el año 1998 la carrera de Jennifer va en ascenso realiza comerciales para Hygeia y participa en campañas contra la Hepatitis, AIDS y se lanza el 3 de noviembre su álbum: “Mariposa” el cual le abrió las puertas de las listas de popularidad en la radio de Estados Unidos y norte de México con el tema: “Tengo Miedo”.
En el año 1999 Por primera vez es nominada en la edición 42nd Entrega de los premios Grammy Americanos como: “Best Tejano Performance” por su álbum; “Mariposa”. Para el mes de noviembre realiza su primera presentación en el Auditorio Nacional en la 6ta. entrega de premios Furia Musical de la ciudad de México.
En el año 2000 sale su cuarto álbum producido por: Ab. Quintanilla III titulado; “Abrázame Y Bésame” el cuál le valió su primera nominación al Grammy Award donde se incluyó un dueto con: Dj Kane, vocalista de los Kumbia Kings, incrementando sus presentaciones en el norte de la república mexicana. Donde nuevamente es invitada a la 7ma. Entrega de los premios Furia Musical donde interpretó el tema; “Si Tú Te Vas” y “Abrázame Y Bésame” en el parque fundidora en Monterrey, Nuevo León.
En el año 2001 Jennifer colabora junto artistas de talla internacional en la grabación del tema: “El Último Adiós” en memoria de todas las personas que perdieron la vida el fatídico 11 de Septiembre. Cambia su “look” con cabello más corto y una imagen fresca y juvenil. Obtiene reconocimientos en los Billboard Latin Music Awards, su álbum "Abrázame y Bésame" recibe nominaciones al Grammy. Es la ganadora absoluta en los Tejano Music Awards como: “Vocalista Y Animadora femenina del año”. Realiza la grabación del vídeo: “No Te Voy A Perdonar” en la ciudad de Monterrey, deja las filas de: Q’Production y EMI Latin. Se presenta en la 8va. Entrega de premios Furia Musical donde recibió el premio a: “Cantante Tejana del Año” e interpretó el tema; “Contigo Otra Vez”.
En el año 2002 José Behar presidente de Univisión Music Group la invita a grabar el tema; “Vamos Al Mundial” sencillo promocional de la Copa Mundial de Fútbol 2002 Corea/Japón para la cadena Univisión para América Latina y la comunidad hispana de los Estados Unidos. Firma un contrato bajo el sello discográfico; UMG/ Fonovisa y el 11 de Junio se lanza a la venta el álbum: “Libre” el cual fue grabado en Miami Beach y Glendale California y vendió más de 500,000 unidades, logrando doble disco de platino y qué contiene el éxito: “El Dolor De Tu Presencia”, autoría de Rudy Pérez, sencillo que se mantuvo en el primer lugar durante ocho semanas y que; catapultó la carrera musical al estrellato internacional abarcando el género Regional Mexicano y Pop Latino, en su vídeo: “Entre El Delirio Y La Locura” participó la actriz mexicana: Camila Sodi, mismo que fue rodado en la ciudad de México. Además colabora en un dueto: “El Deseo De Ti” con Daniel René (Exintegrante MDO) y su tema: “Tú Me Completas” se utilizó en la telenovela: “María Celina” que se transmitió por Univisión. Además su álbum que lleva por nombre “Libre”; es nominado en la 45th entrega de los premios Grammy Americanos como: “Best Mexican/ American Álbum”.
En el año 2003 Jennifer resulta ganadora en la 23rd entrega de los Tejano Music Awards como: “Female Vocalist Of The Year” y “Female Entertainer Of The Year”. En mayo es parte de las 25 bellezas latinas por la revista People en Español. 
El 14 de marzo del 2004 durante el “Tejano Day” Realiza una exitosa presentación en el Reliant Stadium ante más de 50,000 personas, uno de los eventos de rodeo más grandes e importantes en Houston, Texas. Para el 18 de mayo lanza su sexto álbum con UMG simultáneamente en Estados Unidos, México y Puerto Rico y que lleva por título: “Seducción”. En este álbum se destacó la canción hasta el fin del mundo además Debutó en el numero uno en la lista Billboard Top Latin Álbum. Además el 2 de noviembre sale a la venta el CD/DVD: “Houston Rodeo Live”. El cual se convirtió en disco de platino por sus 100.000 copias vendidas. Además Jennifer Peña se presenta por primera vez en el festival Acapulco en el jardín sur con un show en vivo conducido por Rafael Mercadante y Sessi Fleitas.
En el año 2006 hace su debut cinematográfico en la película: “All You’Ve Got” dirigida por Neema Bernette, donde da vida a Lettie, una estudiante de secundaria inteligente y enérgica que une a dos equipos rivales de voleibol que vienen de diferentes estratos sociales. También grabó: “Where Will I Be” para el soundtrack de la película, una canción que escribió junto a Obie Bermúdez. Es galardonada con el premio "Cantante Femenina del Año" en los premios Lo Nuestro.
En el año 2007 previo al lanzamiento de su próximo álbum el 7 de febrero MTVTr3s la nombró: La Artista Del Mes con múltiples espacios de televisión que incluyeron co-presentadores de Mi-TRL y Los Hits y una semana especial de Jennifer Peña. Mientras co-presentaba Mi-TRL, Peña estrenó el sencillo: "Cómo Entender" en una presentación en vivo y el 27 de febrero del 2007 se lanza lo que hasta el momento es su última producción discográfica: “Dicen Que El Tiempo”. El cual se grabó en California, Florida y San Antonio. El Álbum debuto en el puesto #16 de los Billboard Top Latin Album que fue nominado en su edición americana de la 50th entrega de los premios Grammy como: “Mejor Álbum Pop Latino” de este disco, se lanzó el sencillo; “Tuya”, el cual tuvo buena aceptación entre el público, esto a pesar de que no tuvo mucha difusión en radio y es uno de los proyectos donde ha tenido más participación como autora y productora. Además como actriz participa en su segundo film cinematográfico: “Amexicano” dirigida: Matthew Bonifacio, donde da vida a Gabriela una inmigrante que vela por los intereses de su familia y la cuál se estrenó en el Festival de Tribeca Film en la ciudad de Nueva York. 
El 3 de Junio del 2007 contrajo matrimonio con el cantante y compositor: Obie Bermúdez, en la ciudad de Corpus Christi, Texas. La boda se realizó en el más absoluto secreto, ya que ni el público, ni la prensa estuvo enterado del enlace matrimonial. Esta celebración fue en privado y solo fueron invitados familiares y amigos muy cercanos a la pareja. 
Posteriormente recibe una Estrella en el South Texas Music Walk Of Fame y el 21 de Octubre nace su primogénito Jobien Blue Bermúdez Peña. 
La cantante alejada de la industria musical realiza esporádicamente presentaciones para la religión Cristiana.  
En el año 2014 junto a otras estrellas de la música latina y de la mano del productor: Tony Succar; Jennifer Peña acompañada de su esposo graban el dueto: "Todo Mi Amor Eres Tu"  en español y en inglés el tema: "I Just Can't Stop Loving You" del Rey del pop para: "UNITY: Tributo Latino a Michael Jackson".  
Luego de esto, Jennifer Peña se retiraría del mundo de la música para dedicarse a su familia y a sus cinco hijos en Corpus Christi, regresando posteriormente a las redes sociales junto a su esposo Obie Bermúdez.
El 27 de septiembre del 2017 nace su tercera hija.
En el año 2021 tras 14 años de ausencia Jennifer Peña es invitada y encargada de cantar el himno de los Estados Unidos de América ante más de 73,000 personas en AT&T Stadium de Arlington, Texas. En la pelea del boxeador mexicano Saúl "Canelo" Álvarez y que a su vez la volvió tendencia en Twitter.
El 23 mayo del mismo año realizó junto a su esposo el regreso a la escena musical en el Unplugged que nombraron: “Nuestra Nota” donde acompañada de su banda “Los Jetz”  interpretaron sus grandes éxitos en versión acústica.
Para septiembre la pareja de esposos son invitados a participar en el reality show: “Así Se Baila” sorprendiendo en su faceta de baile donde llegaron hasta la décima gala. Reality que se transmitió para la cadena Telemundo. Después de su participación Jennifer y Obie regresarían al estudio de grabación sorprendiendo en la final de ASB con un dueto de la nueva versión del éxito: “Antes” compuesta por Obie Bermúdez.
En este 2022 Jennifer Peña regreso a la televisión. Formó parte de los 16 famosos que participaron en la cocina más importante de la televisión: Top Chef VIP el cual se grabó desde Colombia y que se transmitió  por la cadena Telemundo, durante su estadía en el reality Jennifer Peña junto a compañeros fueron aislados por posible COVID lo cuál retrasó su entrada al realityshow y convirtiéndose en la segunda eliminada.
Jennifer regresó con gran éxito a los escenarios antes más de 11,000 personas que se asistieron al homenaje tributo a Selena el 9 de septiembre para el Museo Nacional de Arte Mexicano en el Millenium Park en la ciudad de Chicago, IL. 
Este 2023 Jennifer realizó una publicación donde se encontraba en los estudios de grabación en Miami con el productor: Pete Amato y Alexis Grullon.  
La estrella latina Jennifer Peña anunció que se encontraba separada de Obie desde el año pasado. 
El 7 de Octubre Jennifer Peña regresó a la escena musical y lo hizo por la puerta grande en México en la ciudad de Monterrey con un show completamente en vivo en el Festival Nortex. Además lanzó su primer sencillo titulado: “Fuerte” 
Ese mismo mes Jennifer formó parte de las celebridades que asistieron al Runway Latinx 2023 “The Ritual Of Fashion” participando en la pasarela con un diseño de Carmen Seminario donde recibió un reconocimiento “Pivoting as Star” en la ciudad de Chicago, Illinois. 
En diciembre Jennifer firma un contrato de representación con JT Enterteinment. Además es invitada especial a los conciertos de Grupo Siggno donde realiza una colaboración con tres de sus más grandes éxitos.  
Actualmente se encuentra promocionando el tema: “Fuerte” y a externado que le gustaría realizar un dueto con Carin León. 
2024 La Estrella Latina lanza un dueto Junto a Jesse Turner (integrante y líder de Grupo Siggno) que se tituló: “Cásate Conmigo” el cual debutó el día de su lanzamiento #1 en el Top Charts de iTunes para después realizar un Tour con el mismo nombre por varias ciudades de Texas.   
para el mes de Abril Jennifer Peña se convierte en la artista más esperada y ovacionada en la FENAPO, Feria de San Luis Potosí con un show completo. Además una nueva banda que incluyó a uno de los miembros originales de “Los Jetz”.   
Para inicios del 2025 Jennifer Peña firma con el sello Symphonic Latino para distribución y difusión de sus nuevas producciones musicales.      
Junio del 2025 es el lanzamiento del su más reciente single y videoclip; “Wakala” una colaboración con Pete Astudillo.       
El video musical fue grabado en el “Honky Tonk Bar” en la ciudad de San Antonio, Texas y contó con la participación de creadores de contenido, actores y bailarines.            
Jennifer Peña se encuentra trabajando en el nuevo álbum proyectado para el otoño, colaboraciones en nuevos temas y próximas presentaciones tanto en Estados Unidos y Latinoamérica.      

## Discografía

### Jennifer y Los Jetz "Dulzura" (1996)
Lista de canciones
1. Ven A Mí
2. Me Piden
3. No Me Hablen De Él
4. Vete Con Ella
5. Tonto
6. Pura Dulzura
7. Quisiera Verte Otra Vez
8. Siempre Tú
9. Un Amor Así
10. Hoy Me Siento Feliz

### Jennifer y Los Jetz (1997)
Lista de canciones
1. Tu Castigo
2. No Me He Podido Acostumbrar
3. Cuándo Despierte Mañana
4. Fallaste Tú
5. Solo Por Ti
6. Yo Te Vi
7. Fue Una Mañana De agosto
8. ¿Qué Pasó?
9. Si No Me Quieres, Dímelo
10. Corazoncito, Ven A Mí

### Jennifer y Los Jetz "Mariposa" (1998)
Lista de canciones
1. Tengo Miedo
2. ¿Qué Voy Hacer Sin Ti?
3. A Pesar De Todo
4. Jamás, Jamás, Jamás
5. Cara A Cara
6. Chica Preferida
7. Perdóname
8. Cosquillitas
9. Eres Todo En Mi Vida
10. Dime; Por qué
11. Let Me Be The One

### Otros álbumes
| Año  | Álbum                       |
| ---- | --------------------------- |
| 2000 | Abrázame Y Bésame           |
| 2002 | Libre                       |
| 2004 | Seducción                   |
| 2004 | Houston Rodeo Live (CD+DVD) |
| 2007 | Dicen Que El Tiempo         |